# Ooievaart

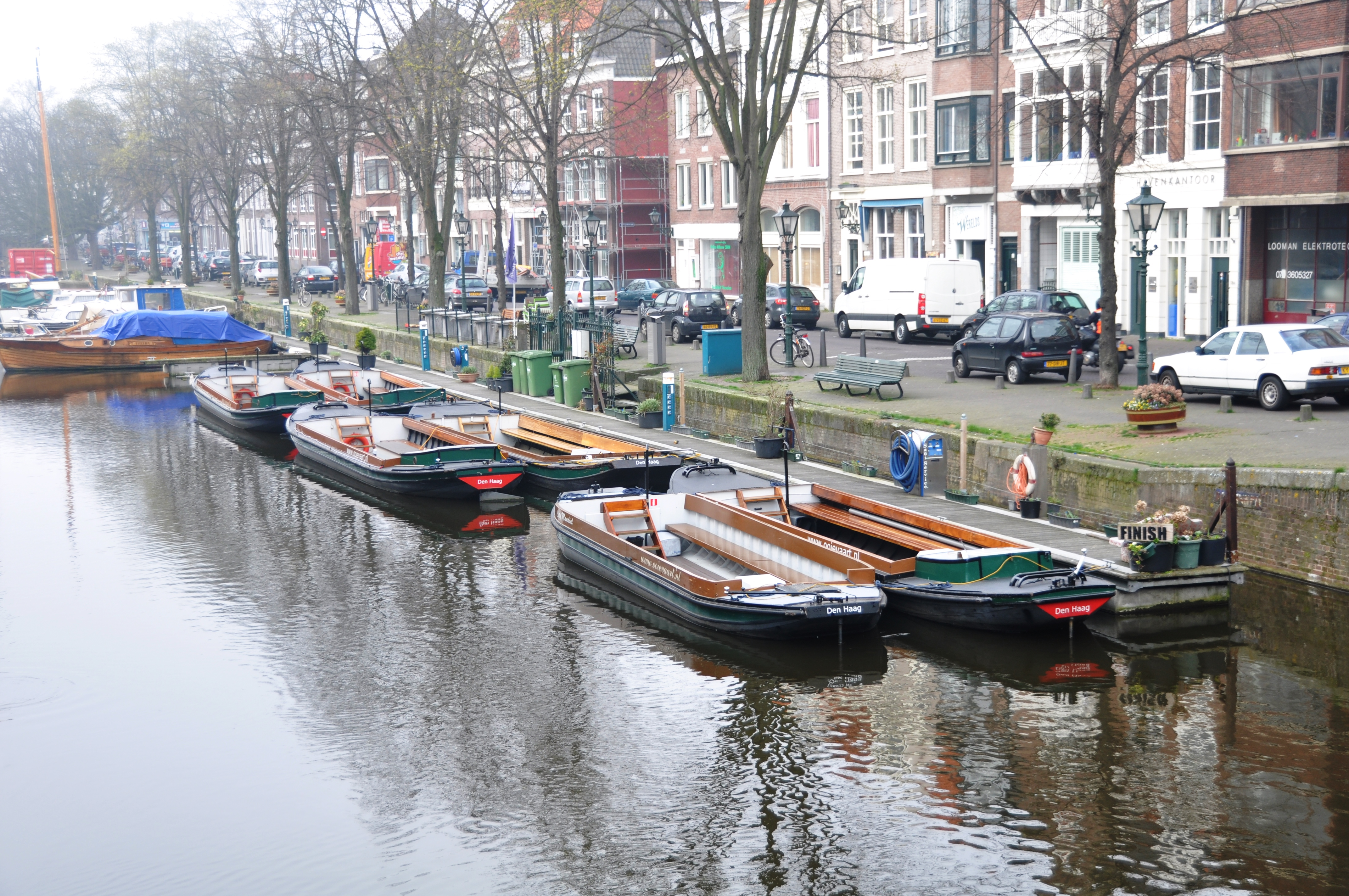
Rondvaartboten van De Ooievaart

Stichting De Ooievaart is een Nederlandse stichting die in 2003 is opgericht. De stichting organiseert rondvaarten in en om Den Haag en beheert de passantenhaven aan de Bierkade. De Ooievaart presenteerde als eerste rondvaartorganisatie de stad vanaf de grachten, wat eerder in Den Haag niet gebeurde. De rondvaarten worden uitgevoerd door vrijwilligers. 's Winters wordt beperkt gevaren omdat de schuiten geheel open zijn. In 2022 voeren zo'n 43.500 passagiers mee.
Het Havenkantoor aan de Bierkade wordt door de stichting gebruikt als ontvangstruimte. Vertrekpunt is de voor de deur gelegen jachthaven, midden in de stad.

## Oorsprong
Stichting De Ooievaart is in 2003 ontstaan vanuit bewoners in het gebied Bierkade en Dunne Bierkade die de verloedering van de wijk wilden tegen gaan met deze activiteit. Het initiatief werd genomen door enkele grachtenliefhebbers: Chris Schram, Wilma van Leeuwen en Peter Duivesteijn. Peter Duivesteijn is een voormalige stukadoor die aan de noordkant van de Schilderswijk woonde en de jongere broer van politicus Adri Duivesteijn. Wilma van Leeuwen is bekend van het Festival Jazz in de gracht dat zij verzon en organiseerde. De organisatie startte met 1 boot, drie oprichters en 10 vrijwilligers. 
Chris Schram is in 2009 begonnen met de Haagse Willemsvaart. Hij boekte in 2009 succes met een pleidooi om vanuit de stad het varen naar Madurodam en Scheveningen mogelijk te maken.

## Rondvaarten
Over de grachten kunnen verschillende routes door de Haagse binnenstad afgelegd worden. Tijdens de rondvaart attendeert de gids op bezienswaardigheden en vertelt daarbij over de geschiedenis van de stad. Vanaf het water wordt het verschil getoond tussen het leven op het veen van de minderbedeelden en op het zand door de beter gesitueerden. De route volgt ook de verdedigingsgracht die prins Maurits rond de stad liet graven. Verder voert de tocht langs de Haagse Chinatown, de Schilderswijk, de woonhuizen van Paulus Potter, Jan Steen en Jan van Goyen, het hofje Om en Bij, de Koninklijke Stallen, Jugendstilpanden en langs het nieuwe centrum van Den Haag met onder meer de hoogbouw van verschillende ministeries.
De Haagse grachten kennen veel lage bruggen. Speciaal om rondvaarten mogelijk te maken heeft de gemeente de brug over de Oostsingelsgracht naast de Ammunitiehaven verhoogd. (2004)
In de week voor Prinsjesdag worden jaarlijks rondvaarten in de Hofvijver georganiseerd. Met een daarvoor speciaal in de vijver gelegde boot kunnen in deze periode rondjes gemaakt worden over de vijver, waarbij o.a. langs het Binnenhof wordt gevaren.

## Vloot

### Rondvaartboten
De Ooievaart bezit onder meer westlanders, een type transportschip dat vroeger in de regio algemeen gebruikt werd voor het vervoer van producten naar de bloemen- en groenteveilingen. Alle boten hebben namen gekregen van personen die een rol hebben gespeeld in de (culturele) geschiedenis van Den Haag.

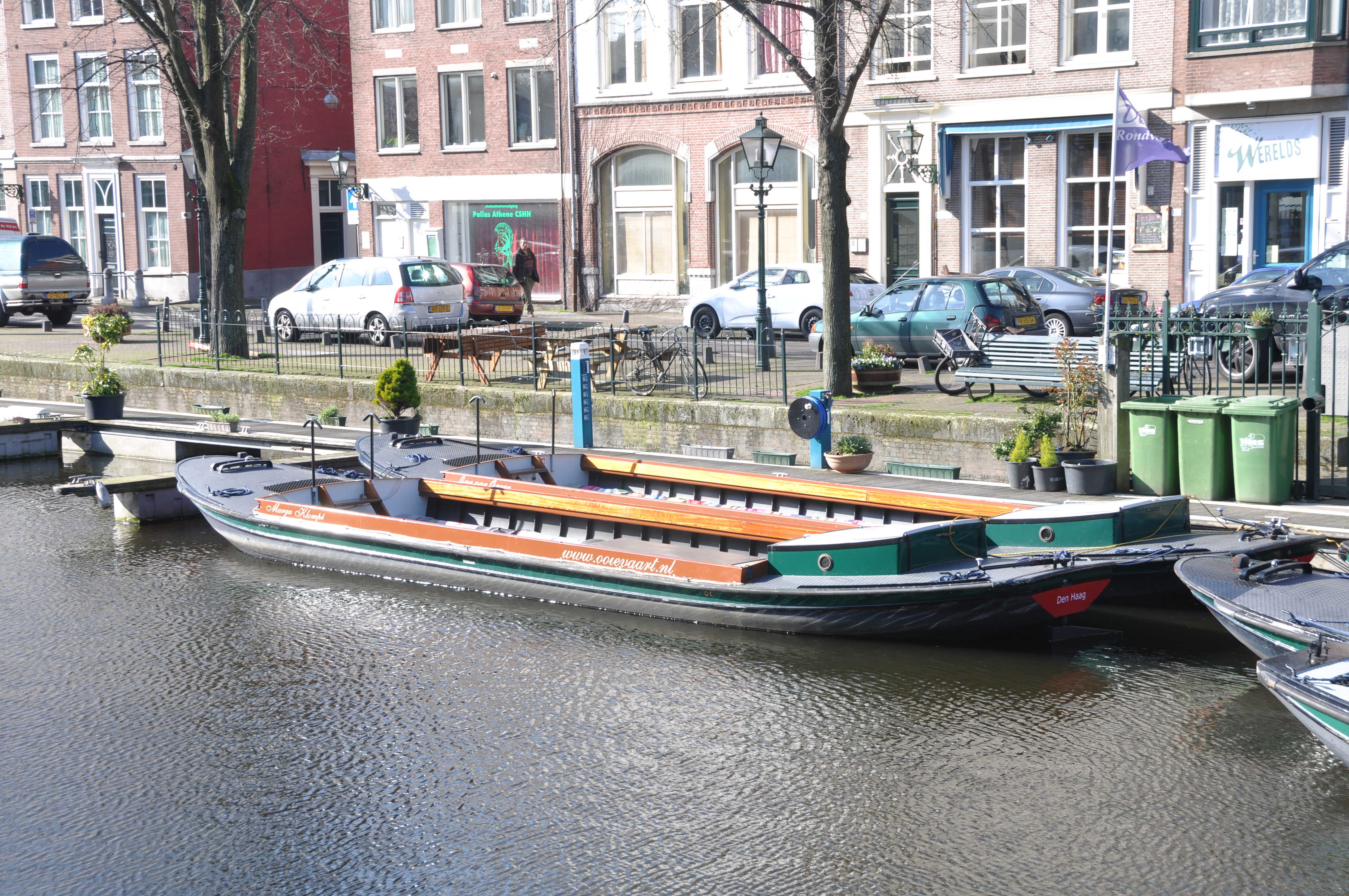
De in 2012 als rondvaartboot gebouwde westlander Marga Klompé aan de Bierkade

In 2023 kreeg de organisatie van de provincie Zuid-Holland een subsidie van €50.000 voor de vergroening. De schepen gebruiken hierdoor geen fossiele brandstoffen meer voor de rondvaarten.
| Bootnaam       | Voorgaande bootnaam     | Bouwjaar |
| -------------- | ----------------------- | -------- |
| Paulus Potter  | Binnenstad buitengewoon | 1967     |
| Louis Couperus | City Mondial            | 2003     |
| Prins Maurits  | Prins Maurits           | 1960     |
| Jan van Goyen  | Jan van Goyen           | 2008     |
| Eline Veere    | Eline Veere             | 2010     |
| Marga Klompé   | Marga Klompé            | 2012     |
| Maduro         | Maduro I                | 2015     |
| Mariska Veres  | Maduro II               | 2015     |

### Hadrianus
Naast de rondvaarten door de Haagse grachten is het mogelijk om met de trekschuit de Hadrianus (2007) over de Vliet richting de sluis van Leidschendam of richting de Oostpoort in Delft te varen. De zogenoemde Vlietvaart.

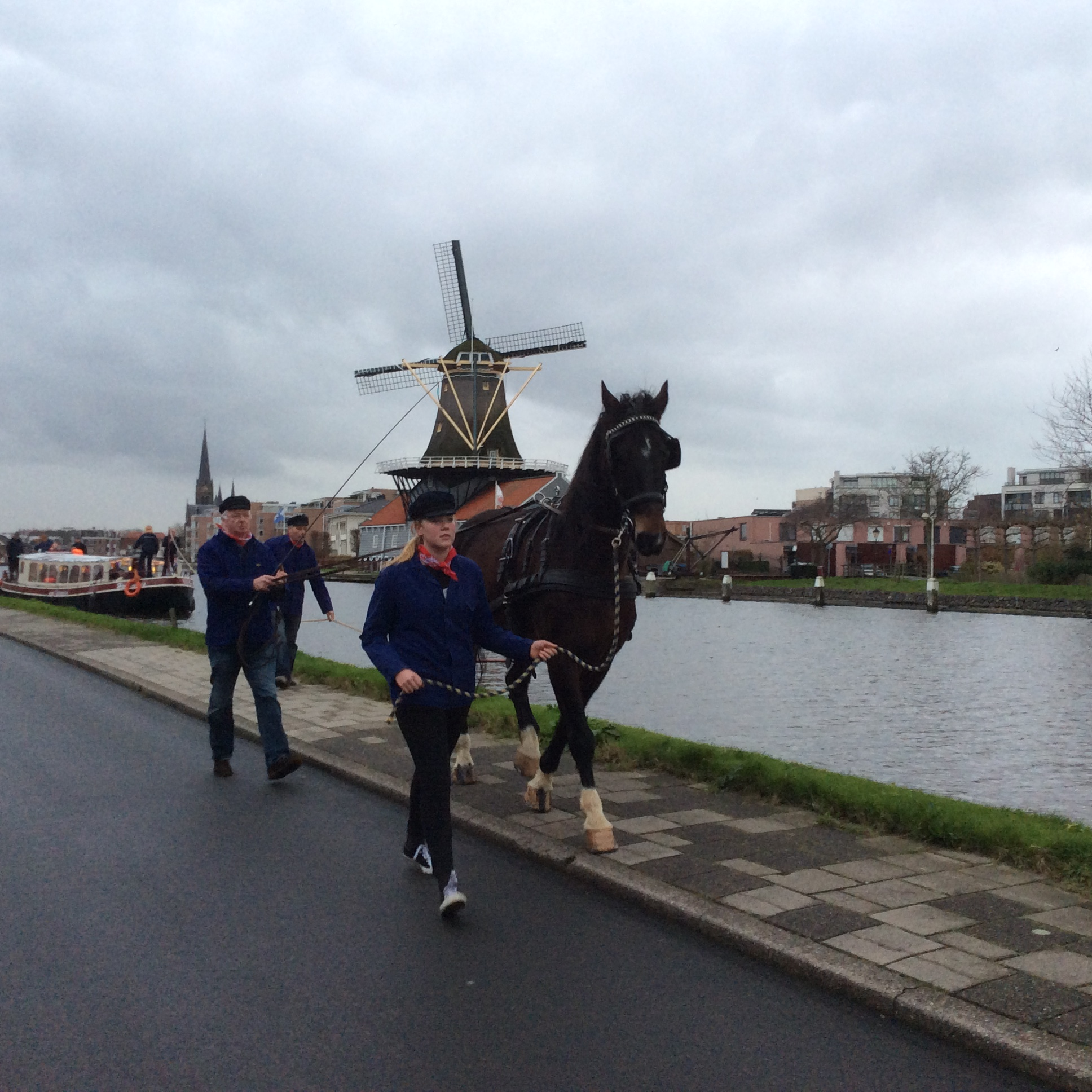
Trekschuit Hadrianus, getrokken door paard voor molen de Salamander

De boot is gebaseerd op trekschuiten die vroeger op de Vliet gebruikt werden om passagiers te vervoeren getrokken door paarden. De trekschuit is vernoemd naar de Keizer Hadrianus die een grote rol heeft gespeeld rond de Vliet, waaronder de Nederzetting Forum Hadriani.

### Hagenaar Hendrina Johanna

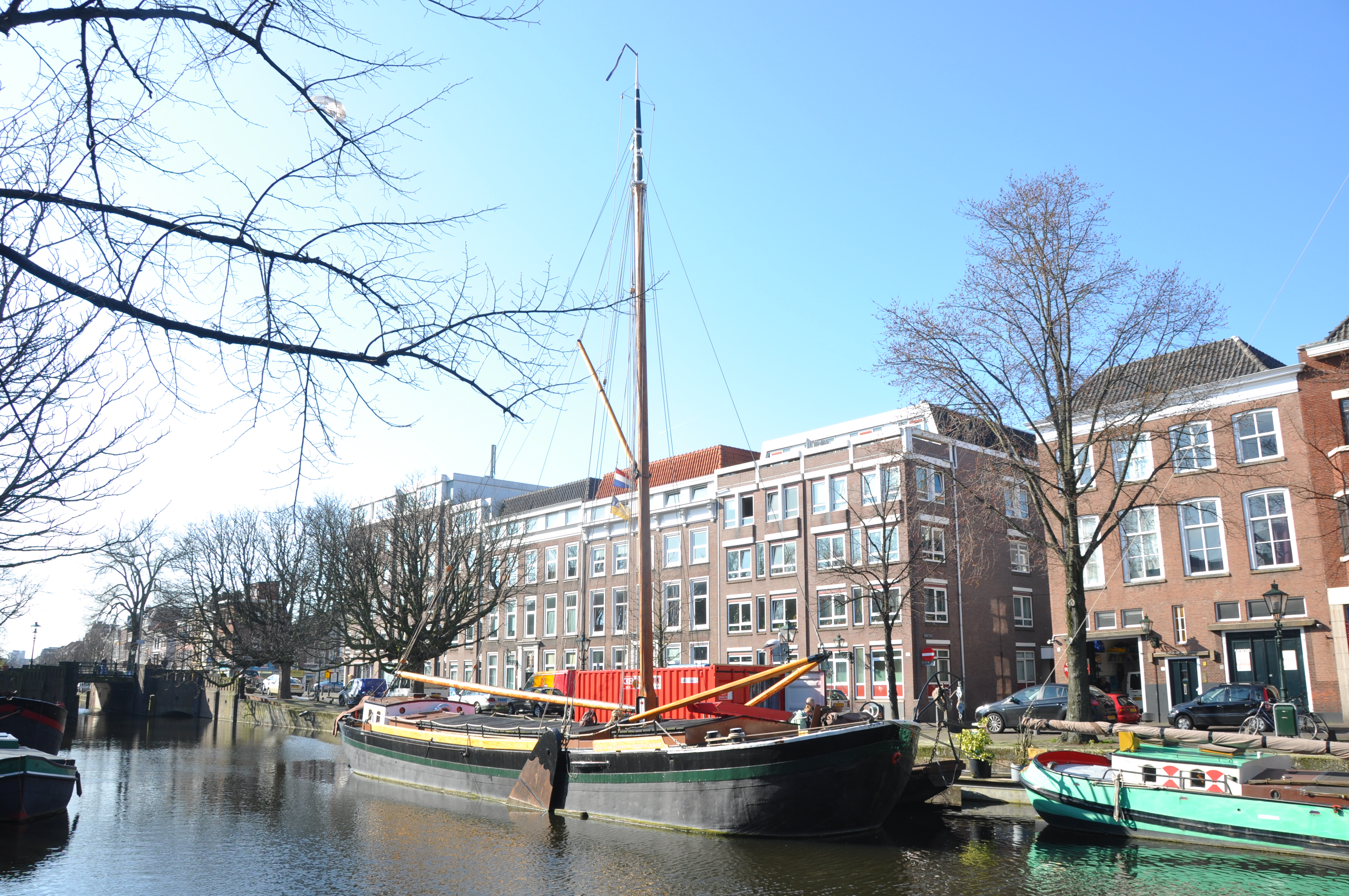
De hagenaar Hendrina Johanna

Stichting De Ooievaart heeft in 2005 een oorspronkelijke Hagenaar, een binnenvaartschip met speciale afmetingen om in de grachten van Den Haag te kunnen varen, gekocht. Deze in 1905 gebouwde aak is gerestaureerd en kreeg een vaste ligplaats bij de Wagenbrug. Het schip is ingericht als ontvangstruimte en voor educatieve doeleinden. Het museum schip kan tevens gehuurd worden voor vergaderingen en is ook een trouwlocatie. In 2006 won Stichting 'De Ooievaart' de Nieuwe Stad Prijs voor kleinschalige projecten. De geldprijs van € 5.000 die daaraan verbonden was, is besteed aan de restauratie van de Hagenaar. Tijdens de jaarlijkse Open Monumentendag kan men het schip bezoeken.

## Samenwerkingen
Om de buurtontwikkelingen en het toerisme in Den Haag te promoten heeft de Ooievaart verschillende projecten opgezet en ondersteund. Om het toerisme in Den Haag te promoten heeft de Ooievaart het dochterstichting Ga Den Haag opgezet. Een organisatie waar stadswandelingen, fietstours en beklimmingen in de Haagse toren van de Grote/Sint-Jacobskerk worden georganiseerd met behulp van vrijwilligers.
In het Havenkantoor is ook mogelijk om een stadsfiets te huren van de Haagsche Stadsfiets. Een bedrijf dat overgenomen is door Ga Den Haag om de toeristische connectie tussen Den Haag en Scheveningen te versterken.